# 지능형 전력 모듈
지능형 전력 모듈(Intelligent Power Module, IPM)은 전력을 제어하는 전력 MOSFET이나 IGBT 등의 전력 장치의 구동 회로나 자기보호 기능을 부가한 전원 모듈이다. 1990년에 처음으로 발표되었다.
IPM을 이용하여 이전의 여러 가지의 IGBT에 맞춘 구동회로나 보호 회로를 설계할 필요가 없어져, 저속 포토 커플러로 제어 회로를 절연하게 할 수 있는 등의 효과가 있다.

## 자기보호 기능
- 과열 보호
- 합선 보호
- 과전류 보호
- 제어전원 이상 보호

## 용도
- 파워 컨디셔너
  - UPS
  - 태양광 발전
  - 풍력 발전
- 모터 제어 기기
  - 세탁기
  - 청소기
  - 전기 자동차
  - 에어콘
  - 냉장고
  - AC 서보
  - 철도 차량
  - 엘리베이터